# Dracaena kirkii
Dracaena kirkii är en sparrisväxtart som beskrevs av John Gilbert Baker. Dracaena kirkii ingår i släktet dracenor, och familjen sparrisväxter. Inga underarter finns listade i Catalogue of Life.